# Бари (аэропорт)
Международный аэропорт имени Кароля Войтылы, также просто Аэропорт Бари (итал. Aeroporto di Bari, (ИАТА: BRI, ИКАО: LIBD)) — международный аэропорт, расположенный в восьми километрах к северо-западу от центра итальянского города Бари. Аэропорт также известен как Aeroporto di Palese Macchie по названию одноименного близлежащего района.
В 2005—2006 годах были проведены работы по модернизации и реконструкции комплекса Международного аэропорта Бари с введением в эксплуатацию нового пассажирского терминала, включающего в себя 4 телескопических трапа, новую диспетчерскую вышку и несколько многоэтажных автомобильных стоянок.

## История
Первоначально Международный аэропорт Бари строился и использовался как военный аэропорт. В 1960-х годах аэропорт был открыт для приёма самолётов гражданской авиации, введены регулярные рейсы авиакомпании Алиталия в Рим, Катанию, Палермо, Анкону и Венецию. Все маршруты позднее были переданы в авиакомпанию Aero Trasporti Italiani (ATI) и выполнялись на самолётах Fokker F27. С введением ATI на регулярных рейсах лайнеров Douglas DC-9-30 возникла острая необходимость в создании новой взлётно-посадочной полосы в Международном аэропорту Бари и строительстве отдельного пассажирского терминала, поскольку в качестве него до сих пор использовалось здание военно-воздушных сил.
В 1981 году было введено в эксплуатацию новое здание грузового терминала, через некоторое время по сути ставшее зданием терминала пассажирского. В 1990 году в Италии проходил Чемпионат мира по футболу и из-за возникшей необходимости в увеличении количества рейсов была расширена взлётно-посадочная полоса аэропорта и модернизировано здание пассажирского терминала.
Тенденция к дальнейшему увеличению объёма пассажирских перевозок привела к максимальному показателю использования инфраструктуры аэропорта, и в 2002 году было начато строительство современного пассажирского терминала, который был сдан в эксплуатацию в 2005 году. Параллельно с ним шли работы по реконструкции стоянок самолётов, взлётно-посадочных полос и других объектов аэропортового комплекса.
Строительство новой современной диспетчерской вышки начались в 2005 и закончились уже в следующем году. В 2006 году расширена взлётно-посадочная полоса аэропорта, а с 2007 года снова запущен проект по дальнейшему расширению площадей пассажирских терминалов аэропорта.

## Авиакомпании и направления полётов

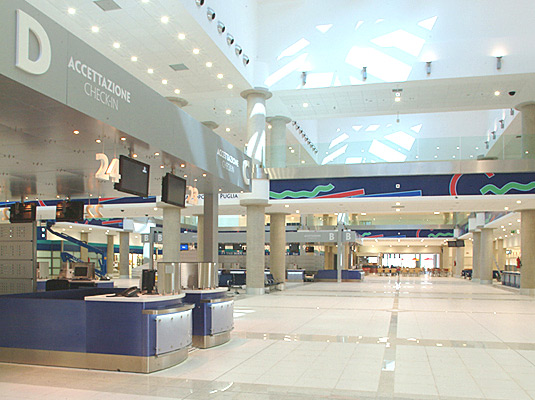
Зал отправления
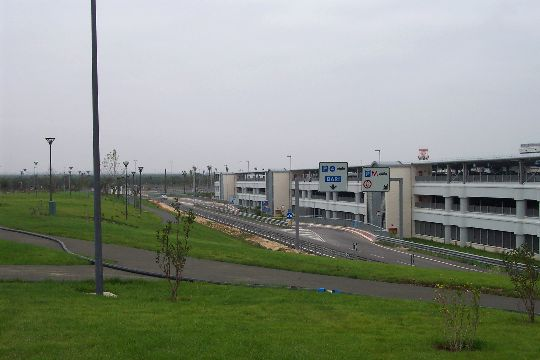
Автостоянка
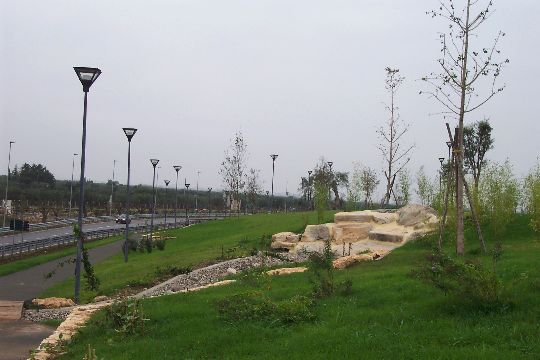
Парк

## Авиапроисшествия и несчастные случаи
6 августа 2005 года, рейс 1153 Бари-Джерба авиакомпании Tuninter. Пассажирский самолёт ATR-72, следовавший из Бари в Джерба (Тунис), упал в Средиземное море в 18 милях от Палермо. Причиной аварии стала заправка топливом самолёта ATR-72 по стандарту самолёта ATR-42. Погибло 16 человек из 39 на борту.